# Hosszúpályi
Hosszúpályi es un pueblo húngaro perteneciente al distrito de Derecske, condado de Hajdú-Bihar.

## Superficie
Cuenta con una superficie de 79,18 km².

## Demografía
Hasta 2024 la población era de 5507 habitantes, con una densidad de población de 69,55 hab/km².
| Gráfica de evolución demográfica de Hosszúpályi entre 2020 y 2024 |
|                                                                   |
| Datos según la Oficina Central de Estadística de Hungría.         |